# 1895年委内瑞拉危机
1895年委内瑞拉危机是委內瑞拉与英国之間的一場外交危機，雙方都宣稱擁有埃塞奎博圭亚那。英国声称該地区是英属圭亚那的一部分，而委内瑞拉則認為該地區是該國领土的一部分。委內瑞拉不滿英國方面劃定的尚伯克线，於是請美國和國際社會出面干涉。美國決定出面干預並要求英國接受領土仲裁。英國方面接受了美國的要求。
1898年，一个專門裁決委內瑞拉和英屬圭亞那領土糾紛的法庭在巴黎開庭。1899年，法庭将大部分领土判给英属圭亚那。 